# 女子高生と王子ちゃん
『女子高生と王子ちゃん』（じょしこうせいとおうじちゃん）は、くうねりんによる日本の漫画作品。一迅社の『コミック百合姫』2018年8月号から2019年6月号まで連載されていた。略称は生王子（なまおうじ）。女子高生の大道寺笑芽と、彼女に一目惚れした小学生の古賀ももを中心に描かれる百合作品である。

## あらすじ
春から高校生になった大道寺笑芽は、新しい生活での友達作りや初めての恋に夢見ていた。しかし思ったようにはいかず、やや落ち込みながらもアルバイトに精を出していた矢先、ナンパ目的の男性に絡まれてしまう。しつこい誘いを断り切れずにいた彼女のもとに現れたのは、白馬のスプリング遊具に跨った古賀ももだった。

## 登場人物
大道寺 笑芽（だいどうじ えめ）
本作主人公の女子高生。少女漫画のような学生生活にあこがれている。
アルバイト初日、チラシ配り中にナンパされていたところをももに助けられた。
豊満な胸を持っており、度々ももから狙われる要因にもなっている。
古賀 もも（こが もも）
本作もう一人の主人公である小学生。隣に越してきた笑芽に一目惚れした。
笑芽の下着を盗もうとしたり、豊満な胸を揉もうとしたりするなど少しませている。
普段は変態的な行動をとることが多いが、笑芽に危機が迫った際には王子様のような一面をみせることがある。
大道寺 笑里（だいどうじ えり）
笑芽の姉。大学生。
笑芽のことを大切に思っており、彼女にちょっかいをかけるももにやや敵意を向けている。
その容姿端麗な見かけから評判は良いが、中身は腹黒であり、普段は猫をかぶっている。
古賀 なな（こが なな）
笑里の友人。大学生。
ももたちの姉であり、妹想いである。
あまり評判が良くないため、なぜ笑里と一緒なのか疑問に思われているが、彼女の本性を知っている数少ない人物でもある。
古賀 らら（こが らら）
なな、ももの妹。
笑芽が引っ越してきた日、ももが彼女に一目惚れする切っ掛けを作った。
ももとは対照的に、笑里からとても気に入られている。
星浦 優（ほしうら ゆう）
もものクラスメイト。
自称ももの大親友であり、ももが惹かれている笑芽に対しライバル心を燃やしている。
女子小学生のような可愛らしい容姿だが、性別は男。
志乃（しの）
笑芽の幼馴染。
ももからは新たなライバルとして認識されている。
平井 ちひろ（ひらい ちひろ）
笑芽のアルバイト先であるアイスクリーム屋の店長。
人知れず笑芽とももの関係を応援している。

## 書誌情報
- くうねりん 『女子高生と王子ちゃん』 一迅社〈百合姫コミックス〉、全2巻
  1. 2018年11月15日発売[3] ISBN 978-4-7580-7877-1
  2. 2019年6月18日発売[4] ISBN 978-4-7580-7958-7